# 北进政策 (高丽)
北进政策 是高丽所制定的一項政策。

## 背景
渤海国之南京南海府位于今朝鲜咸镜道附近，与新罗相接。据《新唐书·渤海传》载：渤海“南比新罗，以泥河为境”。又载：渤海“以沃沮故地为南京，曰南海府”。由上述史料可知，渤海之南海府与新罗，以泥河为界。泥河为今朝鲜咸镜道的龙兴江，而且南海府又是渤海通往新罗的必经要道，即“南海，新罗道也”。上述渤海与新罗东段边界的记述，朝鲜史书也有明确的载录。据《大东地志》载：“晋初，新罗北界止于泥河，唐中宗时，渤海国南界至于永兴。”永兴位于朝鲜龙兴江南岸，与《新唐书·渤海传》记载完全吻合。
后三国时期，泰封国越过大同江宣誓主权。
1044年(高丽靖宗十年)，高丽在今朝鲜半岛咸兴以南、永兴以北之间修筑长城，抵都连浦，并筑定州、宣德、元兴三关(均在今朝鲜咸镜南道)。此后，辽与高丽东北部就以这一线长城和三关为界。

## 歷史
10世紀的高麗外交家徐熙認為高丽继承高句丽，并承诺向契丹称臣纳贡，断绝与宋朝关系，但是女真阻碍高丽向契丹纳贡的道路，高丽要求得到鸭绿江南部土地，并出兵打击鸭绿江以南的女真势力，契丹主动撤兵并把鸭绿江以南的土地让给高丽。高丽随后在此建立了江东六州新城镇。
高丽在成宗时期已经越过平安北道、云山和泰川，鸭绿江以南的女真族一度被趕到了长白山外。
後來因辽、金、元朝等强国依次出现，北上政策就没有实现。但是朝鲜王朝继承了这一政策。

## 混淆高句丽与高丽
隋唐之际，对高句丽一律简称高丽。668年，高句丽灭亡，“高氏君长遂绝矣’。其后，高句丽旧疆一分为二:朝鲜半岛大同江和龙兴江以南之地落入新罗，辟为汉、朔、冥三州。余者为唐朝府州。其遗民分别成为上述二者的编户，并很快融入所在民族中。特别是高句丽人中的骨干成员，被唐朝迁往内地，分散杂居，使其彻底失去复兴的基础和可能。
半岛仅存的新罗政权，至景明王二年(918年)，北部松岳郡人王建称王，国号高丽，俨然以复高句丽而自居，重新勾起人们对昔日高句丽旧事的记忆，并借以鼓动人们为恢复高句丽旧疆而奋斗。
宋神宗元丰五年(1082年)，北宋史馆撰修官曾巩曾质疑高句丽与高丽的继承关系，连发十问，试图搞清其始末缘由，并通过宋神宗命典客之臣向高丽使臣进行询问。但是，其使臣不敢直言，托辞遮掩，曾巩所问，未能得到回答，不了了之。1083年，曾巩死后，再无人过问此事，成了历史积案。
朝鲜王朝时期的正宪大夫郑麟趾，在《高丽史》卷首之《高丽世系》中称:“高丽世系，史阙未详”。接下来引《太祖实录》称:“即位二年(919)，追王三代祖考，册上始祖尊谥曰元德大王，妣为贞和王后。懿祖为景康大王，妣为元昌王后。世祖为威武大王，妣为威肃王后。”郑麟趾大段引录金宽毅《编年通录》所载王建先人的荒怪传说，将其先祖追至第六代。称“有名虎景者，自号圣骨将军，自白头山(今长白山)进历至扶苏山左谷，娶妻家焉”，并“以猎为业”。后虎景遭遇猛虎，斗而脱险，又遇山神寡妇，结为夫妻。但“虎景不忘旧妻，夜常如梦来合，生子曰康忠”。康忠成人后，娶西江富人女具置义为妻，生二子，长曰伊帝建，次曰宝育。宝育出家修道，“尝梦登鹄岺，向南便旋，溺溢三韩山川，变成银海。明日，以语其兄伊帝建。伊帝建曰:‘汝必生支天之柱’，以其女德周妻之”。又有新罗术士，见宝育所居木庵曰:“居此必大唐天子来作婿矣”。后德周生二女，长名失载，次曰辰义。唐玄宗天宝十二年(753年)，时为太子的唐肃宗，曾隐姓潜邂至松岳郡，投宿宝育家，自称为大唐贵姓。宝育“認是中华贵人”，令其女辰义“薦枕，留期月，觉有娠”，生作帝建。王建称王后，尊宝育为国祖元德大王，其女辰义为贞和王后。作帝建遇西海龙王，遂纳龙王长女翥旻义为妻，生四男，长曰龙建，后改曰隆。后王建追作帝建为懿祖景康大王，龙女翥旻义为元昌王后。隆路遇一女子，貌似梦中所见之美人，“遂与为婚，不知所从来，故世号梦夫人，或云以其为三韩之母，遂姓韩氏”，生子名曰王建。后王建追尊父隆为世祖武威大王，母韩氏为威肃王后等等。
按上述金宽毅所记，王建之曾祖母为辰义，曾祖父当为“大唐贵姓”者，而王建非姓王，宝育为曾祖父之岳父，不当追尊为国祖。王建之名，按金宽毅所记，是在其未出生之前，为新罗桐里山祖师道洗所赐，所谓仙人指点的产物。郑麟趾虽然作了上述引录，自知其说荒诞不经，遂又引录高丽后期名臣李齐贤对金宽毅所记提出的质疑和评论，予以全盘否定。李齐贤称:“金宽毅云圣骨将军虎景生阿干康忠，康忠生居士宝育，是为国祖元德大王。宝育生女，配唐贵姓而生懿祖，懿祖生世祖，世祖生太祖。如其所言，唐贵姓者，於懿祖为皇考，而宝育皇考之舅(岳丈)也，而称为国祖，何也?又言太祖追尊三代祖考，及其后妃。考为世祖武威大王，母为威肃王后。祖为懿祖景康大王，祖母为元昌王后。曾祖母为贞和王后，曾祖母之父宝育为国祖元德大王，略曾祖而书曾祖母之父，谓之三代祖考，何也?”明确指出未追尊曾祖，而以曾祖之岳父为国祖的荒唐世系。
最后，郑麟趾在卷末《论曰》中称:金宽毅所记唐肃宗等事，“皆无所据，不足信也。况龙女之事，何其荒怪若是之甚邪!”又贬斥金宽毅“乃毅宗时微臣，且去太祖260余年，岂可舍当时实录而信后代无稽杂出之书邪!”完全持否定和轻蔑之态度。这种既引述之，又否定之，不外乎是强调“史阙未详”，徒劳追问。在《高丽史·太祖世家》中，郑麟趾仅称太祖姓王氏，讳建，字若天，松岳郡人，其父为松岳郡沙粲，母韩氏。余者一概无从知晓。
郑麟趾无从考稽王建先世，而金宽毅所记王建先世的荒怪神话传说，显然是新罗人或王氏高丽人的传说，与久已灭亡的高句丽人不沾边际。按金宽毅所说，虎景自长白山进历到扶苏山，即由高句丽故地到新罗。但至王建时，已是第七代人，即虎景—康忠—宝育—辰义—作帝建—隆—王建。王建生于新罗宪康王三年(877)，按通常30年为1代计算，王建生前180年前后，为虎景生活年代，相当于新罗圣德王执政时期(702一737)。此时长白山已为渤海国疆域，仍与高句丽无涉。况且按封建社会以父系为主体的血统观，辰义为王建的曾祖母，而宝育、康忠、虎景3世，皆为王建的外家，或称作外戚，非父系血统，而“唐之贵姓”，当是其曾祖父，如此这般，王建又非姓王。
王建定国号为高丽，尽量摆脱与新罗的统属关系。此前，虽有的学者根据松岳郡的地望和历史演变过程，推测王建及其先世，很可能是乐浪郡的汉人。但因缺乏相关证据，难成定论。同时，按金宽毅和郑麟趾所记王建先世，皆不言其姓氏。古有避其名而无讳其姓的通例，按金宽毅所记，其曾祖为唐之贵姓，而其祖则为未婚而孕的私生子，故而不知其父姓。在封建礼教制度下，此为难于启齿之事，故而出现“史阙未详”的尴尬局面。但是，这也是一种揣测，不足采信。按金富轼《三国史记》所载，王建生于新罗，长于新罗，非是高句丽遗民。
新罗末年，其国人甄萱“以雪义慈宿愤”为号召，900年甄萱“遂自称后百济王’。但其自身与昔日的百济历史毫不相干。弓裔原为新罗王室子弟，生而被弃，流落民间，遁入佛门，自号“善宗”，发愿与新罗政权势不两立，891年，弓裔“乘乱聚众，可以得志”，投竹州贼首箕萱，落草为寇。892年，改投北原梁吉，势力壮大。892年，王建随其父王隆投奔弓裔。898年，弓裔以王建为精骑大监，势力空前壮大。901年，弓裔称王，声称“往者新罗请兵于唐，以破高句丽，故平壤旧都鞠为茂草，吾必报其仇’904年，立国号为摩震，饱含东方佛国之意，911年，改国号为泰封，自称弥勒佛，并“以长子为青光菩萨、季子为神光菩萨”再一次打上佛门印记。918年，王建发动兵变，驱逐弓裔，自立为王，国号高丽。
《高丽史·地理志》称“后高丽王弓裔”，或弓裔“自称后高丽王”。《三国遗事·王历》中，有“后高句丽”一栏，并称弓裔“辛酉(901)称高丽’，《三国史记·弓裔传》和《高丽史·太祖世家》对此无记载。《三国史记·弓裔传》称:“天复元年(901)辛酉，善宗自称王”，904年“立国号为摩震，年号为武泰”。因此弓裔是否立国号为后高句丽，有争议。
弓裔904年立国时，“设百官依新罗制’。由于仇恨新罗，其衙署、吏员名称，皆为其独创，不与新罗同。但也没有高句丽官制的影子。王建取代弓裔另立国号高丽。
877年，王建生于新罗北部的松岳郡，其父是新罗松岳郡沙粲，为一郡之首。王建随父以郡投降弓裔，反叛政府，本是新罗内战，但是弓裔造反，打出为高句丽复仇的口号，王隆为一郡之长，参预造反，属于乱臣贼子。故而王建隐瞒自己的身世，称自己为高句丽后裔，定国号为高丽，利用新罗与高句丽的旧怨，并借助昔日高句丽之威望为号召，又欲占有整个高句丽旧疆。

## 操鸡搏鸭
后梁贞明四年(918)三月，王建发动兵变之前，来用图录谶纬之类的骗术，蛊惑人心。有位名叫王昌瑾的唐朝客商，在铁圆市廛，从一位状貌魁伟，鬓发尽白，着古衣冠的老者手中购得一面古镜。拿回去后，发现镜面上隐约有细字，读之若古诗。略曰:“上帝降子于辰马，先操鸡后搏鸭。于巳年中二龙见。一则藏身青木中，一则现形黑金东”。接着，王昌瑾认为此镜非常物，遂告知弓裔。弓裔也感到蹊跷，则“命有司与昌瑾物色求其镜主，不见，唯于牧飒寺佛堂有镇星塑像如其人焉”。弓裔叹息良久，只好命文人宋含弘等3人予以解释其意。宋含弘等私相谓曰:“上帝降子于辰马者，谓辰韩、马韩也。二龙见，一藏身青木，一显形黑金者，青木，松也，松岳郡人以龙为名者之孙也，今波珍冶侍中之谓钦?”
王建之父出生后，取名龙建，后改曰隆。弓裔于其水德万岁三年(913)癸酉，以王建“为波珍餐侍中’，故宋含弘认为藏身青木者暗喻王建。又称“黑金，铁也，今所都铁圆之谓也。今主上初兴于此，终灭于此之马念也”。谓指弓裔。“先操鸡后搏鸭者，波珍飡侍中先得鸡林，后收鸭绿之意也”。宋含弘等对镜文的此番私房解释，是对王建发动政变的预报和长远政治意图的揭示。然而这一切又当出自王建本人的预谋。随后，宋含弘等又相谓曰:“今主上虐乱如此，吾辈若以实言，不独吾辈为葅醞，波珍字食亦必遭害。”同年六月，王建部将洪儒等人，夜诣其私宅，请王建“行汤武之事”，除暴安民，发动兵变，取代弓裔。称“今之德望未有居公之右者。况王昌瑾所得镜文如彼，岂可雌伏，取死独夫之手乎”王建取代弓裔，王氏高丽政权在镜文歌谣声中诞生了。
镜文中所谓的“先操鸡后搏鸭”，就是不仅要夺取新罗政权，还要占有高句丽的旧疆。高丽忠宣王盛赞王建“我太祖即位之后，金傅(新罗敬顺王)未宾，甄萱未虏，而屡幸西都，亲巡北鄙。其意亦以东明旧壤为吾家青氈，必席卷而有之，岂止操鸡搏鸭而已哉?”对王建的“搏鸭”又有进一步发挥，要吞并全部高句丽旧壤吞并辽东。

## 史料误记
徐兢的《高丽图经》和《新五代史》、《宋史》记载高丽的前身是高句丽，实际是王氏高丽的自己的主张。
高丽成宗十二年(993)闰十月，因“契丹萧逊宁攻破蓬山郡”，“遣徐熙请和，逊宁罢兵”。徐熙同萧逊宁议和，萧逊宁对徐熙说:“汝国兴新罗地，高句丽之地，我所有也，而汝国侵蚀之。又与我连壤而越海事宋，故有今日之师。若割地以献而修朝聘，可无事矣。”徐熙则反驳说:“非也，我国即高丽之旧也，故号高丽，都平壤。若论地界，上国之东京(辽阳)，皆在我境，何得谓之侵蚀乎?且鸭绿江内外，也我境内” 。徐熙将高丽故意作为高句丽后身。
高丽仁宗时的金富轼奉王命而撰进《三国史记》，明确认定高丽继承新罗，但却将高句丽历史纳入了高丽先世的历史体系中，成为“三国鼎峙”说的创始者，此外，忠烈王时和尚一然又著《三国遗事》，捏造檀君朝鲜，从而将中国东北地区称为其国故土。

## 北犯实例
王建开拓疆土，在泰封国越过大同江的基础上，大量向平壤移民，改平壤为西京，在平壤及其周边大力建城，收容渤海流民，到清川江宣誓主权，在东北面收留女真人。向后唐、后晋提议合击契丹。然而只有后晋出帝对此感兴趣。不久后王建去世，合击契丹流产。胡僧袜啰曾受王建委托游说后晋高祖，"勃海，我婚姻也，其王为契丹所虏，请与朝廷共击取之。"十一月，戊戌，后晋出帝派通事舍人郭仁去高丽册封王武为大义军使、高丽王，郭仁到高丽，见其兵极弱，随即取消夹击想法。
徐熙在高丽契丹战争后谈判，以女真阻挡高丽臣服契丹为理由，与宋朝断交为前提，要求辽承认鸭绿江以东两百余里的领土属于高丽，第二年，徐熙亲自领兵驱逐女真，并在鸭绿江附近建造了“江东六州”，扩展到了鸭绿江沿岸。
辽与高丽的战争结束后，辽国一直控制着保州。金朝建立以后，高丽仍然提出对鸭绿江东拥有主权。金太祖对高丽的要求没有拒绝，但提出“尔自取之”的要求。辽国耶律宁与金国交战，牒告高丽借粮，高丽则乘机以归还保州城相威胁，耶律宁放弃来远、保州二城给高丽。高丽接收保州城中“兵杖及钱货宝物甚多”，并改保州为义州，“以鸭绿江为界，置关防”，“百官贺表”，“删石纪功”。金有言在先，只好默许。1128年12月金遣使高丽告以封宋朝二君为昏德、重昏侯事，重提保州问题。高丽国王指出，保州本高丽领土，以蒙金朝先帝赐予。“不爱其地，特赐割赐，而只许保州一城，不许旁侧小土，此岂朝廷以至仁大德抚字小邦之意乎?”1129年11月高丽遣使入金进奉誓表，正式成为金的属国。金朝要求高丽遣返保州全部人口。1130年2月金宗室完颜勖上疏切谏，金太宗放弃了对保州逃移户口的追索。“自是保州封域始定”。
1104年二月，高丽将领林干等率兵由定州出关侵入曷懒甸，遭女真军痛击，高丽战败，不过在尹瓘的游说之下，女真休战。后高丽改派尹灌为‘东北面行营都统’，再次率兵入侵曷懒甸，遭顽强抗击。高丽军“ 陷没死伤者过半，势不能振，遂卑辞讲和，结盟而还”。尹瓘向高丽肃宗请命重组高丽军队并培训一支精锐部队。1107年，尹瓘率1万7千人的重组部队攻打女真并最终取胜。尹瓘在夺取的土地上（朝鲜半岛东北部）修建了9座城堡，设立公嶮鎭定界碑，对此地宣誓主权。从1108年至1109年，乌雅束指挥女真军收复失地曷懒甸。高丽军议和，‘宋崇宁三年，女真将石适欢破高丽于曷懒甸之境，追入辟登水，逐其残众。高丽惧而请和。'“约以还逋逃之人，退九城之军，复所侵故地”。1109年秋，高丽从曷懒甸撤军，此后这一地区一直由辽国女真控制。后由金朝、元朝管辖。高丽和朝鲜王朝在明朝初期以“九城”之说向明朝索要领土。
靖康之变后，高丽谣传宋军北伐，金兵大败。妙清建议联络刘齐共同伐金。
1356年以评理印（王当），同知密直司事姜仲卿为西北面兵马使，司尹辛王旬、俞洪，前大护军崔莹、前副正崔夫介为副使，率军攻鸭绿江以西八站。六月癸丑，引兵渡鸭绿江攻婆娑府等三站破之。又遣枢密院副使柳仁雨攻取元朝双城总管府，并收降元朝斡东千户所千户李子春（蒙古名吾鲁思不花）。吾鲁思不花之子李成桂，后来成为高丽名将，建立朝鲜王朝。高丽攻占“和、登、定、长、预、高、文、宜及宣德、宁仁、辉德、静边等镇。”至此，1258年后归属元朝的部分土地被高丽收回。高丽又继续北进，攻占曷懒甸之战时设立的咸州，即元之合兰府（今咸镜南道咸兴）至三散（今咸镜南道北青）的土地，势力达至伊板岭（即朝鲜摩天岭）。
但是，咸州至三散地区原本并非属于高丽，高丽王朝在向元中央和辽阳行中书省呈文中声称:不仅双城，而且三散等地也是高丽“旧疆”。这是不符合历史实际的。
1362年2月、7月元朝辽阳行省丞相纳哈出意图收复三散、忽面等地，被东北面上万户李成桂击败。1364年2月李成桂侵入和寧（今咸鏡南道永興、現在的金野郡）以北討伐女真。1363年崔荣战胜残留在济州岛、平壤等地的元朝军队。
1364年，元军万人渡鸭绿江围义州，高丽派李成桂率军救援。这时，海洋女真首领三善、三介乘机聚集女真，南下攻取咸州、和州等地，一度夺回和州。
1370年高丽发动也顿村之战。海洋女真万户弓大献方物，以部落100户请求归附高丽。同年“女真达麻大遣使献地，以达麻大为大将军镇边都护府。”1371年，女真千户李豆兰帖木儿遣百户甫介以百户来投。1382年，
“海洋万户金同不花遣其子夫耶介为质”，不久，“金同不花以所管人民来投。”明朝命故元降将胡拔都深入到东女真地区，招抚当地的女真人等。翌年八月，胡拔都又率部进抵端州，女真首领金同不花降附，高丽命令其大将李成桂率兵出击，双方战于吉州平，女真败退。1384年，明又派女真千户白把山率70余骑至北青州，这是明准备接管故元合兰府辖区的又一次试探，但由于兵力单薄，为高丽军击退。
明太祖洪武二十一年（1388年），明朝在原双城总管府之地设置铁岭卫，移文告知高丽。由于高丽已经占领该地32年，王禑不愿放弃该地，高丽君臣急忙派密直提学朴宜中赴明申辩说:“铁岭迤北，历文、高、和、定、咸诸州以至公山佥镇，自来系本国之地。”接着叙述了睿宗时如何讨东女真，和州等地如何被元占领的过程。高丽在这一表文中颠倒历史，首先掩盖了渤海、辽朝时，其定、长一线长城之北不属于高丽这一事实，也掩盖了高丽睿宗攻占曷懒甸为时不到两年，此后这一地区一直由金、元两朝管辖的事实。同时，高丽向明政府指出:“伏蒙陛下度扩包容，德敦抚绥，遂使数州之地，仍为下国之疆”的要求，明廷未予答复。
这年三月，高丽西北面都安抚使崔元(氵止)报告说:“辽东都司遣指挥二人，以兵千余人来至江界，将立铁岭卫。帝豫设本卫镇抚等官，皆至辽东。自辽东至铁岭，置七十站，站置百户。”于是在判三司事崔莹建议下，准备进攻辽东，守门下侍中李成桂反对无效。是年四月，王禑派左军都统使曹敏修、右军都统使李成桂出兵攻辽。五月，曹敏修、李成桂渡过鸭绿江后，发觉行军困难、粮饷不济，上书要求班师，王禑不听。于是在威化島回軍，回师松都，流放崔莹。六月，王禑退位，其子王昌即位。高丽政局的变化，缓和了高丽与明朝的紧张关系。明朝尚无足够实力在东北边疆少数民族地区设置和维持一套地方军政机构。因此，明朝改变了原来设置铁岭卫的计划，撤回辽东立卫，但对领有铁岭以北的土地和人民仍持明确态度。在给高丽国王敕谕中明确表示:“数州之地，如高丽所言，似合隶之;以理势言之，旧既为元所统，今当属于辽?高丽之言，未足为信。”
明朝准备在元双城总管府地区立铁岭卫的举动，促进了高丽加快向东北面发展的步伐。1390年，高丽越过伊板岭（摩天岭）于海洋设吉州万户府。翌年七月，派李必等“赍榜文招谕东女真地面诸部落”。

## 影响
1392年李成桂代高丽即王位后，元代合兰府辖区内的女真人，已大都附于朝鲜。如哈兰(咸兴)都达鲁花赤奚滩诃郎哈，三散(北青)猛安古论豆兰帖木儿，海洋(吉州)猛安括儿牙火失帖木儿，甲州(甲山)猛安云刚括，洪肯(洪原)猛安括儿牙兀难，秃鲁兀(端川)猛安夹温不花，斡合(镜城)猛安奚滩薛列，阿沙(利城)猛家朱胡引答忽等部，均受招抚。《朝鲜王朝实录》颂扬李成桂开拓东北面的功业时说:“自孔州迤北至于甲山，设邑置镇，以治民事，以练士卒”，“延袤千里，皆入版籍，以豆满江为界。”其实，当时朝鲜势力仅达图们江下游，其标志是1398年庆源(庆兴)设治派官置镇。不过，即使在图们江下游，其势力也不很巩固。1399年，朝鲜庆源万户李清被兀良哈女真杀死足以说明这个问题。　　

## 混淆地理
高丽与辽东一些地名相同，因此高丽末年混淆高丽与辽东地理，要求明朝“归还”文、高、和、定州，李原名驳斥：「数州皆入元版图，属於辽，高丽地以鸭绿江为界。今铁岭已置卫，不宜。」